# Peter de Colechurch
Peter de Colechurch (auch Peter of Colechurch, * im 12. Jahrhundert in London; † 1205 ebenda) war ein englischer Geistlicher und Architekt.

## Leben und Werk
Peter de Colechurch, über dessen Herkunft nichts bekannt ist, war der Rektor der heute nicht mehr bestehenden Londoner Kirche St. Mary Colechurch. Es ist wahrscheinlich, dass er fundierte und anerkannte architektonische Qualifikationen besaß, da er 1163 mit der grundlegenden Reparatur oder Wiedererrichtung – die Quellen sind in diesem Punkt nicht eindeutig – der 1136 beschädigten hölzernen Themsebrücke London Bridge betraut wurde.
Ab 1176 wurde unter Colechurchs Planung und Leitung die London Bridge in Stein komplett neu errichtet, da sich die hölzernen Bauwerke als zu empfindlich und in ihrer Dauerhaftigkeit als unzureichend erwiesen hatten. Nach seinen Entwürfen entstand in einer Bauzeit von 33 Jahren eine 273 Meter lange Brücke mit 20 gotischen Bögen, die auf 19 Pfeilern ruhten. Die von Colechurch geplante Brücke galt noch Jahrhunderte nach ihrer Entstehungszeit als architektonisches Wunder.
Colechurch erlebte die Vollendung der Brücke nicht mehr; er starb vier Jahre vor ihrer Fertigstellung und wurde im Inneren des Pfeilers, der die Krypta der in Brückenmitte errichteten Kapelle St.Thomas à Becket barg, beigesetzt. Seine Grabstätte geriet über die folgenden Jahrhunderte weitgehend in Vergessenheit, besonders nachdem die Kapelle 1553 auf Befehl Heinrichs VIII. profaniert und in ein Wohn- und Geschäftshaus umgebaut worden war, an dem äußerlich nichts mehr an ein Kirchengebäude erinnerte.
Als die alte London Bridge 1832 abgerissen wurde, war das Wissen um Colechurchs Grabstätte noch nicht völlig verlorengegangen, aber es war auch ungewiss, ob das Grab überhaupt noch existierte. Es war vorgesehen, beim Abbruch des Mittelpfeilers nach den Gebeinen des Architekten Ausschau zu halten und sie gegebenenfalls zu bergen. Tatsächlich wurden die sterblichen Überreste Peter de Colechurchs aufgefunden, als beim Abriss des Pfeilers die mittelalterliche Krypta zum Vorschein kam. Die Arbeiter maßen den Knochen jedoch keine Bedeutung bei und warfen sie zusammen mit dem Trümmerschutt auf einen Lastkahn. Als dies wenig später bekannt wurde, gab es bereits keine Möglichkeit mehr, die Gebeine wieder ausfindig zu machen.